# 캐나다 프랑스어
캐나다 프랑스어(프랑스어: français canadien)는 캐나다에서 쓰이는 프랑스어다. 약 7,300,000명이 모국어로 사용한다. 2005년, 캐나다에서 프랑스어 사용자를 조사한 결과는 12,000,000명이었다. 

## 같이 보기
- 캐나다의 언어